# Una povera ragazza ricca - La storia di Barbara Hutton
Una povera ragazza ricca – La storia di Barbara Hutton (Poor Little Rich Girl: The Barbara Hutton Story) è una miniserie televisiva in sei puntate del 1987 diretta da Charles Jarrott e con protagonista Farrah Fawcett. Tratta dalla biografia omonima scritta da C. David Heymann, la miniserie racconta la storia dell'ereditiera americana Barbara Hutton, nipote dell'imprenditore statunitense Frank Winfield Woolworth e considerata una delle donne più ricche del mondo.
La miniserie, vincitrice nel 1988 del Golden Globe come miglior prodotto televisivo dell’anno, valse alla sua protagonista la sua quinta nomination come miglior attrice protagonista.

## Trama
Barbara Hutton, nipote di Frank W. Woolworth, fondatore della più redditizia catena di grandi magazzini americani, nasce il 14 novembre 1912. A soli sei anni perde la madre Edna, morta suicida, trasferendosi dai diversi parenti con la governante Ticki. Il suo unico amico e confidente è il cugino Jimmy Donahue. Cresciuta e trasformatasi in una splendida donna, Barbara si invaghisce del sedicente Principe georgiano Alexis Mdivani, che sposa nonostante il parere contrario del padre. Il matrimonio, al quale Mdivani puntava solo per interesse, come Franklyn Hutton sospettava, presto collassa e finisce in uno scandaloso divorzio. Un nuovo spasimante, l’affascinante conte danese Curt von Reventlow, fa quindi il suo ingresso nella vita di Barbara.